# Địa lý São Tomé và Príncipe

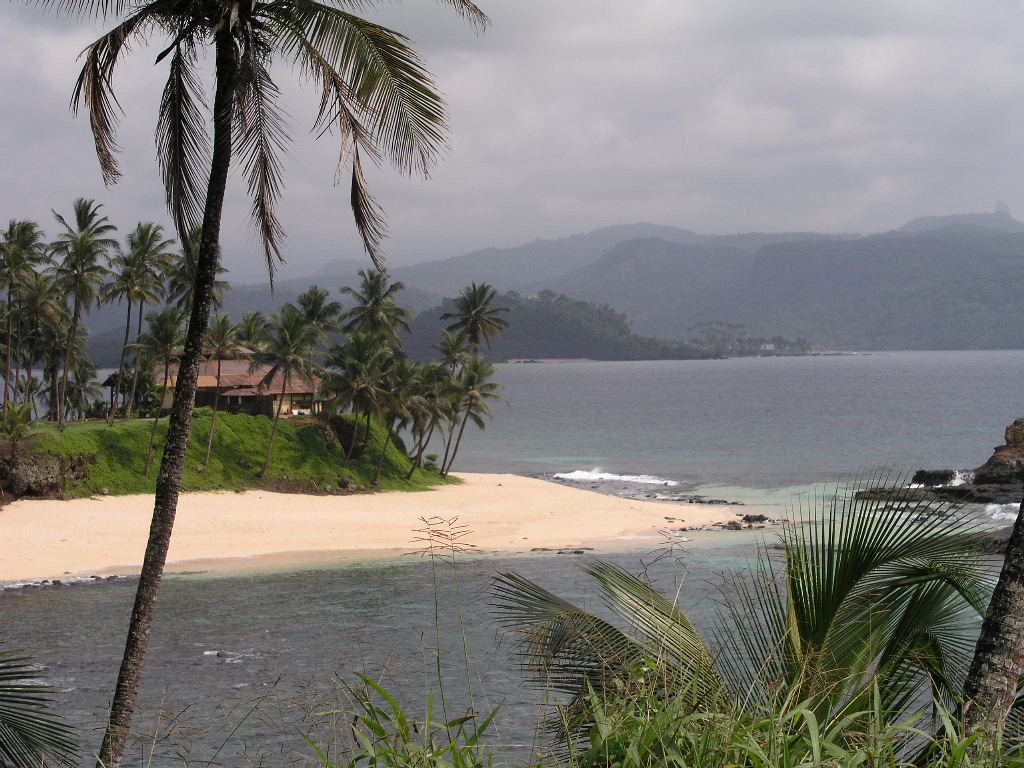
Phong cảnh bãi biển trên São Tomé.

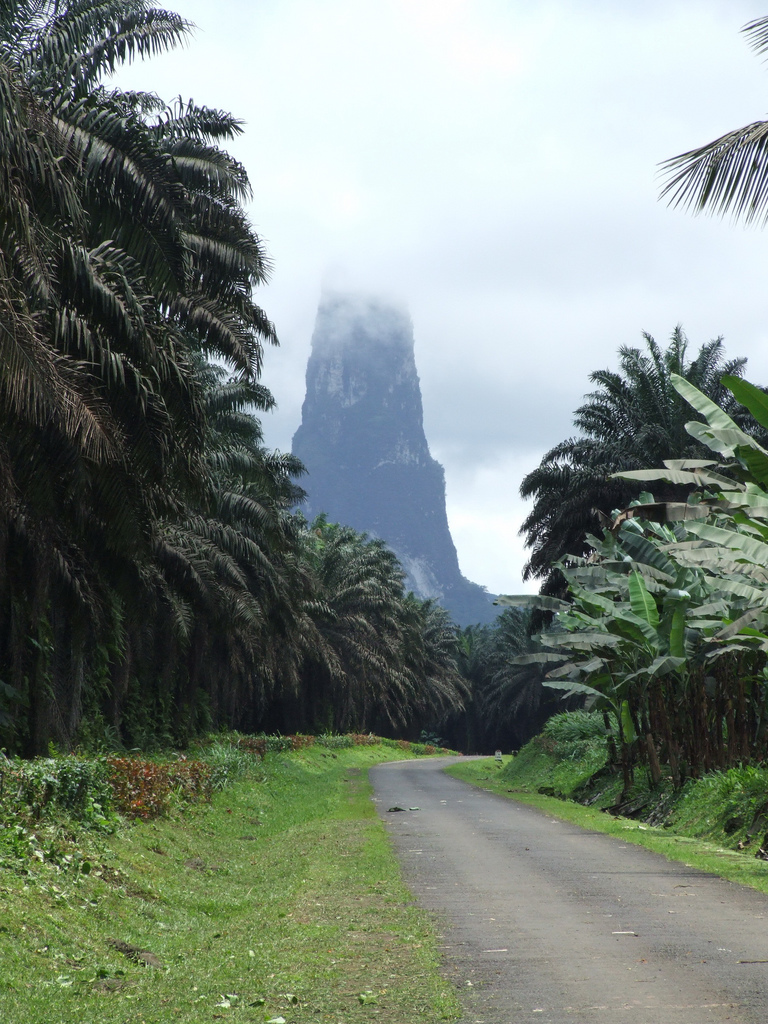
Tự nhiên tuyệt vời - Pico Cão Grande.

São Tomé và Príncipe là một quốc gia nhỏ bao gồm một quần đảo nằm trong Vịnh Guinea của xích đạo Đại Tây Dương. Các hòn đảo chính của quốc gia là đảo São Tomé và đảo Príncipe, nơi mà đất nước được đặt tên. Các đảo này nằm cách bờ biển tây bắc Gabon ở Trung Phi khoảng 300 và 250 kilômét (190 và 160 mi). Các tọa độ địa lý của quốc gia là vĩ độ 1°00'N và kinh độ 7°00'E.
São Tomé và Príncipe là một trong những quốc gia nhỏ nhất Châu Phi, với 209 km (130 mi) bờ biển. Cả hai đảo đều là một phần của một dải núi núi lửa, bao gồm cả đảo Bioko ở Guinea Xích đạo về phía đông bắc và núi Cameroon ở bờ biển lục địa xa hơn về phía đông bắc. São Tomé dài 50 km (30 mi) và rộng 30 km (20 mi), là miền núi của hai hòn đảo. Đỉnh của nó đạt 2.024 m (6.640 ft) - Pico de São Tomé. Principe dài khoảng 30 km (19 mi) và rộng 6 km (4 mi), nhỏ hơn đảo São Tomé. Đỉnh của nó đạt 948 m (3.110 ft) - Pico de Príncipe. Cả hai hòn đảo đều bị băng qua những con suối chảy qua những ngọn núi thông qua rừng xanh tươi và đất trồng trọt ra biển. Hai hòn đảo cách nhau một khoảng 150 km2 (60 dặm vuông Anh). Đường xích đạo nằm ngay phía nam của đảo São Tomé, đi qua một hòn đảo Ilhéu das Rolas.
Đỉnh Pico Cão Grande (Đỉnh Chóp lớn) là một điỉnnhh núi lửa núi lửa cắm, nằm ở 0°7′0″B 6°34′0″Đ / 0,11667°B 6,56667°Đ ở miền nam São Tomé. Nó cao đáng kể hơn 300 m (1.000 ft) so với địa hình xung quanh và cao 663 m (2.175 ft) so với mực nước biển.

## Khí hậu
Tại mực nước biển, khí hậu nhiệt đới nóng và ẩm ướt với mức nhiệt độ trung bình hằng năm khoảng 27 °C (80,6 °F) và ít biến đổi hàng ngày. Tại độ cao nội địa nhiệt độ trung bình hàng năm là 20 °C (68 °F) và đêm thường mát mẻ. Lượng mưa hàng năm thay đổi từ 5.000 mm (196,9 in) ở sườn phía tây nam đến 1.000 mm (39,4 in) ở vùng đất thấp phía bắc. Mùa mưa bắt đầu từ tháng 10 đến tháng 5.

## Động vật hoang dã
Hai hòn đảo này là những hòn đảo đã luôn được tách từ lục địa Trung Phi và vì vậy có sự đa dạng tương đối thấp các loài, chỉ giới hạn cho những loài đã vượt biển tới những hòn đảo. Tuy nhiên, mức độ đặc hữu cao với nhiều loài không có trên nơi nào khác trên thế giới.

## Số liệu thống kê
Hàng hải tuyên bố:
- Đo từ các đường cơ sở tuyên bố
- Vùng đặc quyền kinh tế: 200 nmi (370,4 km; 230,2 mi)
- Lãnh hải: 12 nmi (22,2 km; 13,8 mi)

Khí hậu
Nhiệt đới nóng, ẩm ướt, một mùa mưa (tháng 10 đến tháng 5)
Địa hình
Núi lửa, núi non
Độ cao thái cực
- Điểm thấp nhất: Đại Tây Dương 0 m (0 ft)

Tài nguyên thiên nhiên
Cá, thủy điện
Mối nguy hiểm tự nhiên
Các vấn đề môi trường hiện tại
Phá rừng; xói mòn đất và kiệt sức
Thỏa thuận môi trường quốc tế
- Tham gia: đa dạn sinh học, Biến đổi khí hậu, sa mạc hóa, cải tạo môi trường, Luật cBiển, ô nhiễm tàu thủy
- Ký tên, nhưng không phê chuẩn: Không có

## Điểm cực
Đây là một danh sách của các cực điểm của São Tomé và Príncipe, các điểm đó là xa hơn về phía bắc, nam, đông hoặc tây hơn bất kỳ vị trí khác.
- Điểm cực bắc - không tên mũi trên Ilheu Bom Bom
- Điểm cực đông - Ponta Capitão, Príncipe
- Điểm cực nam - không tên mũi trên Ilhéu das Rolas
- Điểm cực tây - Ponta Azeitona